# Laila Soufyane
Laila Soufyane (Beni Oujjine, 4 agosto 1983) è una maratoneta e mezzofondista italiana di origine marocchina, campionessa iridata nei Mondiali militari di maratona a Torino 2016 e medaglia d'oro a squadre nella Coppa Europa dei 10000 metri ad Oslo 2011.

## Biografia
Nasce in Marocco nel 1983 dove vive sino all'età di 5 anni quando nel 1988 arriva in Italia con la famiglia (papà Larbi, mamma Malika e cinque fratelli).
Ha iniziato la pratica dell'atletica leggera all'età di 7 anni (categoria Esordienti) per passione trasmessa dal fratello maggiore El Fadil (fondista classe 1979) che praticava già l'atletica.
Anche gli altri tre fratelli minori, Nadia (classe 1990), Maryame (2003) e Yasmine (2005) praticano l'atletica leggera.
Vive a Colleferro (comune della città metropolitana di Roma Capitale) da diverso tempo ed è allenata da Marco Romano che dal 2015 è anche suo marito.
Nona classificata sui 5000 m agli assoluti di Padova nel 2007, nel 2008, nona di corsa campestre e settima sui 5000 m agli assoluti di Cagliari.
Nel 2009 ha acquisito la cittadinanza italiana ed è entrata a far parte dell'Esercito Italiano venendo quindi poi tesserata per il Centro Sportivo Esercito verso la fine dell'anno.
Quinta agli assoluti di corsa campestre e medaglia d'argento sui 5000 m agli assoluti di Milano 2009.
Ai Mondiali militari di corsa campestre ad Ostenda in Belgio è stata 19ª.
Vicecampionessa assoluta di corsa campestre a Varese nel 2011.
Ai Mondiali di corsa campestre in Spagna a Punta Umbría, esordio per lei con la Nazionale seniores, ha terminato al 73º posto (14ª nella classifica a squadre).
Campionessa continentale nella classifica a squadre nella gara della Coppa Europa 10000 m in Norvegia ad Oslo (27ª nella prova individuale).
Agli assoluti di corsa campestre di Borgo Valsugana nel 2012 si è ritirata, poi è giunta al sesto posto nei 10000 m su pista, settima sui 5000 m agli assoluti di Bressanone ed infine medaglia di bronzo nei 10 km su strada.
Nel 2013 è stata nona nella corsa campestre, sesta nei 10000 m su pista e quinta nei 5000 m agli assoluti di Milano.
Il primo titolo italiano assoluto lo ha vinto nel 2014 nei 10 km di corsa su strada, agli assoluti di Rovereto è stata vicecampionessa sui 5000 m ed è stata quinta nella mezza maratona.
Nel 2015 è stata campionessa assoluta di mezza maratona e ad inizio stagione è giunta ottava agli assoluti di corsa campestre.
Ai Mondiali militari di maratona a Torino nel 2016 si laurea campionessa iridata; agli Europei di Amsterdam nei Paesi Bassi vince la medaglia d'argento nella classifica a squadre della mezza maratona in cui giunge 29ª.
Sempre con la Nazionale seniores partecipa alla Coppa Europa dei 10000 m a Mersin (Turchia), terminando ottava nella prova individuale e quarta in quella a squadre; inoltre gareggia in Gran Bretagna ai Mondiali di mezza maratona a Cardiff finendo al 48º posto (settima nella classifica a squadre).
Nei campionati italiani assoluti vince la medaglia di bronzo nei 10000 m su pista, mentre conclude in sesta posizione nei nazionali di corsa campestre.
Come grado militare è primo caporal maggiore dell'Esercito italiano.

## Progressione

### 1500 metri
| Stagione | Tempo   | Luogo           | Data      | Rank. Mond. |
| -------- | ------- | --------------- | --------- | ----------- |
| 2015     | 4'41"97 | Jesolo          | 26-9-2015 | -           |
| 2014     | 4'26"55 | Milano          | 27-9-2014 | -           |
| 2012     | 4'31"71 | Modena          | 22-9-2012 | -           |
| 2011     | 4'30"70 | Valmontone      | 11-6-2011 | -           |
| 2010     | 4'30"53 | Borgo Valsugana | 25-9-2010 | -           |
| 2009     | 4'26"26 | Pescara         | 23-5-2009 | -           |
| 2008     | 4'32"26 | Lodi            | 27-9-2008 | -           |
| 2007     | 4'33"60 | Valmontone      | 22-9-2007 | -           |
| 2006     | 4'36"83 | Roma            | 17-6-2006 | -           |
| 2005     | 4'37"60 | Frascati        | 22-6-2005 | -           |

### 3000 metri piani
| Stagione | Tempo   | Luogo      | Data      | Rank. Mond. |
| -------- | ------- | ---------- | --------- | ----------- |
| 2014     | 9'13"14 | Nembro     | 11-7-2014 | -           |
| 2013     | 9'29"31 | Nembro     | 3-7-2013  | -           |
| 2012     | 9'49"00 | Velletri   | 15-9-2012 | -           |
| 2010     | 9'40"60 | Valmontone | 4-9-2010  | -           |
| 2009     | 9'14"00 | Valmontone | 19-9-2009 | -           |
| 2008     | 9'33"20 | Frascati   | 9-7-2008  | -           |
| 2007     | 9'41"40 | Frascati   | 12-7-2007 | -           |
| 2006     | 9'53"80 | Frascati   | 14-6-2006 | -           |
| 2005     | 9'55"50 | Fiumicino  | 9-7-2005  | -           |

### 5000 metri
| Stagione | Tempo    | Luogo             | Data      | Rank. Mond. |
| -------- | -------- | ----------------- | --------- | ----------- |
| 2016     | 16'31"44 | Cinisello Balsamo | 25-9-2016 | -           |
| 2015     | 16'48"67 | Jesolo            | 27-9-2015 | -           |
| 2014     | 15'57"17 | Frascati          | 2-7-2014  | -           |
| 2013     | 16'19"90 | Frascati          | 10-7-2013 | -           |
| 2012     | 16'49"45 | Bressanone        | 8-7-2012  | -           |
| 2010     | 17'02"46 | Borgo Valsugana   | 26-9-2010 | -           |
| 2009     | 16'09"22 | Milano            | 2-8-2009  | -           |
| 2008     | 16'27"98 | Cagliari          | 20-7-2008 | -           |
| 2007     | 16'57"80 | Frascati          | 27-6-2007 | -           |
| 2006     | 17'30"62 | Rieti             | 21-5-2006 |             |

### 10000 metri
| Stagione | Tempo    | Luogo          | Data      | Rank. Mond. |
| -------- | -------- | -------------- | --------- | ----------- |
| 2016     | 33'55"55 | Castelporziano | 14-5-2016 | -           |
| 2013     | 34'48"29 | Ancona         | 18-5-2013 | -           |
| 2012     | 34'19"94 | Terni          | 6-5-2012  | -           |
| 2011     | 33'49"18 | Rieti          | 17-4-2011 | -           |
| 2009     | 34'34"94 | Rieti          | 26-4-2009 | -           |

### 10 km su strada
| Stagione | Tempo | Luogo        | Data       | Rank. Mond. |
| -------- | ----- | ------------ | ---------- | ----------- |
| 2016     | 33'40 | Telese Terme | 19-6-2016  | -           |
| 2014     | 33'39 | Telese Terme | 15-6-2014  | -           |
| 2013     | 34'27 | Roma         | 31-12-2013 | -           |
| 2012     | 34'37 | Telese Terme | 24-6-2012  | -           |
| 2011     | 35'33 | Roma         | 31-12-2011 | -           |
| 2010     | 34'48 | Fiumicino    | 12-12-2010 | -           |

### Mezza maratona
| Stagione | Tempo   | Luogo        | Data       | Rank. Mond. |
| -------- | ------- | ------------ | ---------- | ----------- |
| 2017     | 1:14'11 | Napoli       | 5-2-2017   | -           |
| 2016     | 1:13'01 | Barcellona   | 14-2-2016  | -           |
| 2015     | 1:13'10 | Telese Terme | 4-10-2015  | -           |
| 2014     | 1:12'47 | Cremona      | 19-10-2014 | -           |

### Maratona
| Stagione | Tempo   | Luogo    | Data       | Rank. Mond. |
| -------- | ------- | -------- | ---------- | ----------- |
| 2016     | 2:36'32 | Torino   | 2-10-2016  | -           |
| 2015     | 2:32'39 | Valencia | 15-11-2015 | -           |
| 2014     | 2:34'13 | Torino   | 16-11-2014 | -           |

## Palmares
| Anno | Manifestazione                       | Sede         | Evento               | Risultato | Prestazione | Note   |
| ---- | ------------------------------------ | ------------ | -------------------- | --------- | ----------- | ------ |
| 2010 | Mondiali militari di corsa campestre | Ostenda      | Individuale          | 19ª       | 16'15       | [ 13 ] |
| 2011 | Mondiali di corsa campestre          | Punta Umbría | Individuale          | 73ª       | 28'03       | [ 14 ] |
| 2011 | Mondiali di corsa campestre          | Punta Umbría | Classifica a squadre | 14ª       | 249 punti   | [ 15 ] |
| 2016 | Mondiali di mezza maratona           | Cardiff      | Mezza maratona       | 48ª       | 1:15'05     | [ 16 ] |
| 2016 | Mondiali di mezza maratona           | Cardiff      | Classifica a squadre | 7ª        | 3:38'44     | [ 17 ] |
| 2016 | Europei                              | Amsterdam    | Mezza maratona       | 29ª       | 1:13'42     | [ 18 ] |
| 2016 | Europei                              | Amsterdam    | Classifica a squadre | Argento   |             | [ 19 ] |
| 2016 | Mondiali militari di maratona        | Torino       | Maratona             | Oro       | 2:36'32     | [ 20 ] |

## Campionati nazionali
- 1 volta campionessa assoluta di mezza maratona (2015)
- 1 volta campionessa assoluta dei 10 km di corsa su strada (2014)

2007
- 9ª ai Campionati italiani assoluti, (Padova), 5000 m - 17'22"45[21]

2008
- 9ª ai Campionati italiani assoluti di corsa campestre, (Carpi), 7 km - 25'25[22]
- 7ª ai Campionati italiani assoluti, (Cagliari), 5000 m - 16'27"98 [23]

2009
- 5ª ai Campionati italiani assoluti di corsa campestre, (Porto Potenza Picena), 8 km - 28'00[24]
- Argento ai Campionati italiani assoluti, (Milano), 5000 m - 16'09"22 [25]

2011
- Argento ai Campionati italiani assoluti di corsa campestre, (Varese), 7,8 km - 27'47[26]

2012
- In finale ai Campionati italiani assoluti di corsa campestre, (Borgo Valsugana), 8 km - RIT[27]
- 6ª al Campionato italiano assoluto dei 10000 metri su pista, (Terni), 10000 m - 34'19"94 [28]
- 7ª ai Campionati italiani assoluti, (Bressanone), 5000 m - 16'49"45 [29]
- Bronzo al Campionato italiano assoluto dei 10 km su strada, (Modica), 10 km su strada - 35'26[30]

2013
- 9ª ai Campionati italiani assoluti di corsa campestre, (Abbadia di Fiastra), 6 km - 27'10[31]
- 6ª al Campionato italiano assoluto dei 10000 metri su pista, (Ancona), 10000 m - 34'48"29 [32]
- 5ª ai Campionati italiani assoluti, (Milano), 5000 m - 16'27"15[33]

2014
- 5ª ai Campionati italiani assoluti di mezza maratona, (Verona), Mezza maratona - 1:13'41[34]
- Argento ai Campionati italiani assoluti, (Rovereto), 5000 m - 16'10"99[35]
- Oro al Campionato italiano assoluto dei 10 km di corsa su strada, (Isernia), 10 km su strada - 34'35[36]

2015
- 8ª ai Campionati italiani assoluti di corsa campestre, (Fiuggi), 8 km - 28'46[37]
- Oro ai Campionati italiani assoluti di mezza maratona, (Telese Terme), Mezza maratona - 1:13'10 [38]

2016
- 6ª ai Campionati italiani assoluti di corsa campestre, (Gubbio), 8 km - 25'52[39]
- Bronzo al Campionato italiano assoluto dei 10000 metri su pista, (Castelporziano), 10000 m - 33'55"55 [40]

## Altre competizioni internazionali
2009
- 7ª nella XXXV Roma-Ostia, ( Ostia), Mezza maratona - 1:16'36[41]
- 11ª nella XXII Chiba Ekiden-Leg 4, ( Chiba), 5 km - 17'04[42]

2010
- 9ª nel LIII Cross del Campaccio, ( San Giorgio su Legnano), 6 km - 21'23[43]
- 32ª nella Coppa dei Campioni per club di corsa campestre, ( Bilbao), 6,250 km - 24'23[44]
- Argento nella Coppa dei Campioni per club di corsa campestre, ( Bilbao), Classifica a squadre - 52 punti[44]

2011
- 9ª nel LIV Cross del Campaccio, ( San Giorgio su Legnano), 6 km - 20'59[45]
- 13ª nella Coppa dei Campioni per club di corsa campestre, ( San Vittore Olona, 6 km - 14'21[46]
- Argento nella Coppa dei Campioni per club di corsa campestre, ( San Vittore Olona, Classifica a squadre - 55 punti[46]
- 27ª nella Coppa Europa dei 10000 m, ( Oslo), 10000 m - 34'25"47[47]
- Oro nella Coppa Europa dei 10000 m, ( Oslo), Classifica a squadre - 1:37'50"58[48]

2012
- 13ª nel LV Cross del Campaccio, ( San Giorgio su Legnano), 6 km - 21'22[49]
- 7ª nel VI Trofeo "Città di Telesia", ( Telese Terme), 10 km - 34'37 [50]

2013
- 6ª nel VII Trofeo "Città di Telesia", ( Telese Terme), 10 km - 35'00[51]
- 24ª nella Coppa dei Campioni per club di corsa campestre, ( Castellón), 6 km - 20'28[52]
- 4ª nella Coppa dei Campioni per club di corsa campestre, ( Castellón), Classifica a squadre - 66 punti[52]

2014
- 10ª nel LVII Cross del Campaccio, ( San Giorgio su Legnano), 6 km - 20'39[53]
- 15ª nella Coppa dei Campioni per club di corsa campestre, ( Albufeira), 5,8 km - 21'14[54]
- Argento nella Coppa dei Campioni per club di corsa campestre, ( Albufeira), Classifica a squadre - 40 punti[54]
- Argento nell'VIII Trofeo "Città di Telesia", ( Telesia), 10 km - 33'39 [55]
- Oro nella XV Maratonina internazionale di Udine, ( Udine), Mezza maratona - 1:13'20[56]
- Bronzo nella XV Mezza maratona "Città di Cremona", ( Cremona), Mezza maratona - 1:12'47 [57]
- 7ª nella XXVIII Maratona di Torino, ( Torino), Maratona - 2:34'13 [58]

2015
- 33ª nella Coppa dei Campioni per club di corsa campestre, ( Guadalajara), 6 km - 22'40[59]
- 5ª nella Coppa dei Campioni per club di corsa campestre, ( Guadalajara), Classifica a squadre - 88 punti[59]
- 10ª nella XLI Roma-Ostia, ( Ostia), Mezza maratona - 1:12'43[60]
- 5ª nella XV Maratona di Milano, ( Milano), Maratona - 2:38'05[61]
- 4ª nella VIII Morrisons Great Britain Run ( Birmingham), Mezza maratona - 1:14'48[62]
- 8ª nella XXXV Maratona di Valencia, ( Valencia), Maratona - 2:32'39 [63]

2016
- 7ª nella XXV Mitja Marató, ( Barcellona), Mezza maratona - 1:13'01 [64]
- 8ª nella Coppa Europa 10000 m, ( Mersin), 10000 m - 34'15"65[65]
- 4ª nella Coppa Europa 10000 m, ( Mersin), Classifica a squadre - 1:43'11"02[66]
- Oro nel X Trofeo "Città di Telesia", ( Telese Terme), 10 km - 33'36 [67]
- Oro nella XXX Maratona di Torino, ( Torino), Maratona - 2:36'32 [20]